# گونتر نتسر
گونتر نتسر (به آلمانی: Günter Netzer) بازیکن فوتبال و هافبک اهل آلمان است که از سال ۱۹۶۵ میلادی عضو تیم ملی فوتبال آلمان بوده‌است. وی در ۳۷ بازی ملی حضور داشته است و آخرین بازی ملی خود را در سال ۱۹۷۵ میلادی انجام داد. گونتر نتسر در بازی‌های ملی‌اش ۶ گل به ثمر رساند.